# Островки (Минская область)
Островки (бел. Астро́ўкі) — агрогородок в Несвижском районе Минской области Белоруссии. Входит в состав Городейского сельсовета. До 2013 года был центром упразднённого в этом году Островского сельсовета. Население 493 человека (2009).

## География
Островки находятся в 7 км к северо-западу от посёлка Городея и в 20 км к северо-западу от центра города Несвиж. Агрогородок стоит неподалёку от точки где сходятся Минская, Гродненская и Брестская области. К агрогородку непосредственно примыкают деревни Прости (с запада) и Малиновка (с востока). Местность принадлежит бассейну Немана, по южной окраине агрогородка течёт река Уша. К юго-востоку от Островков проходит автомагистраль М1, прочие местные дороги ведут в окрестные деревни. Ближайшая ж/д станция в Городее (линия Минск — Брест).

## История
Имение Островки впервые упоминается в 1530 году при рассмотрении дела по уточнению границ владений окрестных помещиков.
В 1793 году в результате второго раздела Речи Посполитой Островки вошли в состав Российской империи.
В 1844 году построена деревянная церковь св. Георгия, сохранившаяся до наших дней. В 1861 году Островки — село в Новогрудском уезде, насчитывавшее 30 дворов и 269 жителей, в 1885 году — 41 двор, 330 жителей.
В 1889 году в селе открыта церковно-приходская школа, селом в конце XIX-начале XX века владели совместно помещики Булгак и Гриневич.
В результате Рижского мирного договора 1921 года Островки вошли в состав межвоенной Польши, где был в составе Несвижского повета Новогрудского воеводства. С сентября 1939 года в БССР, с 12 декабря 1940 года является центром сельсовета.
В 2001 году в селе было 179 дворов, 463 жителя. Функционировали Дом культуры, библиотека, 3 магазина, столовая, отделение связи, филиал ОАО «АСБ Беларусбанк», гараж, животноводческая ферма.
В 2011 году деревня Островки преобразована в агрогородок.

## Достопримечательности

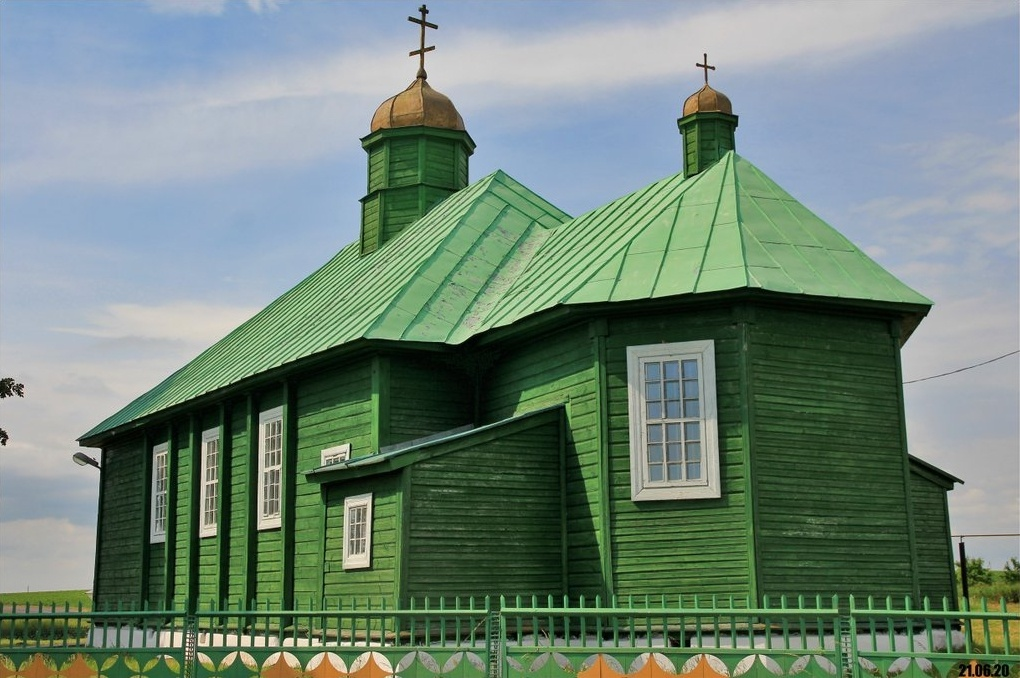
Церковь Св. Георгия

- Церковь Св. ГеоргияДеревянная православная церковь Святого Георгия (в некоторых источниках — Рождества Богородицы). Построена в 1844 году. Памятник деревянного зодчества.  Историко-культурная ценность Республики Беларусь, шифр 613Г000484.
- Могилы партизан В. К. Камаева и С. Ф. Горецкого, погибших в Великую Отечественную войну. В 1967 году на могиле поставлен обелиск.